# Roxane Duran
Pour les articles homonymes, voir Duran.
Roxane Duran [Duːˈran] est une actrice franco-autrichienne née le 27 janvier 1993 à Paris.
Elle obtient son premier rôle dans Le Ruban blanc de Michael Haneke, Palme d'or au Festival de Cannes 2009. Roxane Duran joue en français, anglais et allemand, ce qui lui permet de décrocher des rôles tels que celui de la Princesse Marguerite dans Michael Kohlhaas d'Arnaud des Pallières, Madeleine dans Interview with the Vampire la série d'horreur américaine sur AMC et Adriana Clios dans deux saisons de Riviera crée par Neil Jordan pour Sky Atlantic.
Elle fait ses débuts au théâtre en 2012 en incarnant Anne Frank dans l'adaptation du Le Journal d'Anne Frank écrit par Éric-Emmanuel Schmitt.

## Biographie
Roxane Duran est née à Paris, d'un père espagnol et d'une mère autrichienne. Elle suit dès l'âge de six ans des cours de théâtre, intègre dès 2007 le Cours Florent et passe toute sa scolarité à l'École active bilingue Jeannine-Manuel.
A 15 ans, Michael Haneke lui offre son premier rôle dans le drame historique allemand Le Ruban blanc, récompensé l'année suivante d'une Palme d'or au Festival de Cannes 2009. Elle enchaîne deux rôles en 2011. Roxane Duran joue face à Vincent Cassel et Geraldine Chaplin dans Le Moine de Dominik Moll, thriller inspiré du livre de Matthiew Lewis, et apparaît dans la comédie dramatique de Delphine Coulin et Muriel Coulin Dix-sept Filles, séléctionné en 2011 à la semaine de la Critique à Cannes.
En 2012 elle fait ses premiers pas au théâtre dans une pièce d'Éric-Emmanuel Schmitt Le Journal d'Anne Frank. Elle est choisie parmi plus de mille jeunes filles pour incarner Anne Frank aux côtés de Francis Huster.
Roxane Duran retourne sur les planches en 2014 pour Les Cartes du Pouvoir, adaptation française de la pièce Farragut North de Beau Willimon dans une mise en scène de Ladislas Chollat au Théâtre Hébertot. Roxane Duran retrouve son metteur en scène fétiche en 2019 dans la pièce de Marivaux : L'Heureux Stratagème aux côtés de Sylvie Testud et Éric Elmosnino au Théâtre Édouard-VII.
Roxane Duran interprète la princesse Marguerite de Valois-Angoulême, face à Mads Mikkelsen, dans le drame historique Michael Kohlhaas d'Arnaud des Pallières. Le film est présenté en compétition officielle au Festival de Cannes 2013.
Elle apparaît en 2015 dans le téléfilm Les Témoins, une série policière diffusée sur France 2 et menée par Thierry Lhermitte et Marie Dompnier. La même année, elle tourne dans la comédie au succès commercial La Famille Bélier d'Éric Lartigau, où elle joue le rôle de Mathilde, la meilleure amie de Paula, interprétée par Louane Emera.
Roxane Duran incarne le rôle réccurent d'Adriana Clios de 2017 à 2020, aux côtés de Julia Stiles, Iwan Rheon et Adrian Lester dans la série britannique Riviera créée par Neil Jordan pour Sky Atlantic. 2020 annonce aussi son retour au cinéma, avec des rôles variés dans des films d'auteurs internationaux. Sean Ellis lui offre un rôle dans le film d'horreur américain Eight for Silver, dont la première se fera à Sundance l'année suivante. Puis elle joue pour le réalisateur oscarisé Stefan Ruzowitzky dans l'adaptation du roman Narziss und Goldmund de Hermann Hesse. Le cinéma français lui ouvre à nouveau ses portes avec le film noir de Nicole Garcia, Amants où elle tourne face à Benoît Magimel, Pierre Niney et Stacy Martin.
Une robe pour Mrs. Harris d'Anthony Fabian sort en 2022 où elle apparaît avec Isabelle Huppert, Lambert Wilson et Lesley Manville dans le Paris des années 40. Cette comédie anglaise retrace les fabuleuses aventures de Mrs Harris, prête à tout pour concrétiser son rêve : s'acheter une robe Dior.
Roxane Duran tourne une fois de plus en anglais, cette fois dans la série international de Canal+ et BBC Two : Marie-Antoinette écrite par Deborah Davis, où elle incarne Marie-Joséphine de Savoie, belle sœur vindicative et épouse de Provence, avec lequel elle forme un duo diabolique. Le tournage de la seconde saison a été achevée.
En 2024, Roxane Duran décroche le rôle de Madeleine dans la série d'horreur américaine crée par Rolin Jones pour AMC intitulée Interview with the Vampire, adaptation du roman iconique de Anne Rice. Elle tourne la même année une série historique pour Disney Plus intitulée Vienna Game, qui devrait sortir dans le courant de l'année 2025 et dont le sujet est encore gardé secret.
Le film historique de Gianluca Jodice Le Déluge sort en 2024 et permet à Roxane Duran de retrouver Mélanie Laurent, qui l'avait dirigée dix ans plus tôt dans son film Respire,.

## Filmographie

### Cinéma

#### Longs métrages
- 2009 : Le Ruban blanc (Das Weisse Band) de Michael Haneke : Anna
- 2011 : Dix-sept Filles de Delphine Coulin et Muriel Coulin : Florence
- 2011 : Le Moine de Dominik Moll : Sœur Agnès
- 2012 : Augustine d'Alice Winocour : Rosalie
- 2013 : Michael Kohlhaas d'Arnaud des Pallières : Princesse Marguerite de Valois-Angoulême
- 2013 : Mary Queen of Scots de Thomas Imbach : Mary Seton
- 2013 : Sonnwende de Bernhard Landen et Judith Angerbauer : Anja Roschinski
- 2014 : Respire de Mélanie Laurent : Victoire
- 2014 : La Famille Bélier d'Éric Lartigau : Mathilde
- 2015 : Évolution de Lucile Hadzihalilovic : Stella
- 2016 : Paula de Christian Schwochow : Clara Westhoff
- 2020 : Narziss und Goldmund de Stefan Ruzowitzky : Lisbeth
- 2020 : Eight for Silver de Sean Ellis : Anais
- 2020 : Amants de Nicole Garcia : Nathalie
- 2021 : Le Chemin du bonheur de Nicolas Steil : Rachel
- 2022 : Une robe pour Mrs. Harris d'Anthony Fabian : Marguerite
- 2024 : Le Déluge de Gianluca Jodice : Princesse de Lamballe

#### Courts métrages
- 2011 : Berlinoises de Rocco Labbé
- 2011 : Rabbit Hole de Fabrizio Polpettini
- 2012 : Portraits de maîtresse de Rocco Labbé
- 2013 : L'Étranger d'Omid Zarei
- 2015 : Les Photographes d'Aurélien Vernhes-Lermusiaux
- 2015 : La Nuit, tous les chats sont roses de Guillaume Renusson
- 2016 : Ferdinand achète un ami de Guillaume Desjardins & Bastien Ughetto
- 2016 : Birthday d'Alberto Viavattene
- 2017 : The Ancient Child de Fabrizio Polpettini
- 2018 : Tempus fugit de Lorenzo Recio

### Télévision
- 2014 : Austerlitz de Stan Neumann (Marie de Verneuil)
- 2015 : Les Témoins de Hervé Hadmar & Marc Herpoux pour France 2 (Laura)
- 2015 : Dengler - Am Zwölften Tag de Lars Kraume pour ZDF (Laura)
- 2017- 2020 : Riviera de Neil Jordan pour Sky Atlantic (Adriana Clios)
- 2018 : 1918-1939 : Les Rêves brisés de l'entre-deux-guerres, docu-fiction de Jan Peter et Frédéric Goupil pour Arte (Edith Wellspacher)
- 2018 : Le Parfum de Philipp Kadelbach pour Netflix d'après Patrick Süskind
- 2019 : Deutsch-les-Landes (série télévisée) de Denis Dercourt : (Chloé)
- 2022 : Marie-Antoinette (série télévisée) : (Joséphine de Savoie)
- 2023 : Der Schatten (série télévisée) de Nina Vukovic pour ZDF néo
- 2023 : Entretien avec un vampire (série télévisée) de Rolin Jones pour AMC (Madeleine)
- 2024 : Vienna Game de Hannu Salonen pour Disney Plus (Marie Louise)

### Clips
- 2011 : Thirty People Away de Fabrizio Polpettini, chanson de Tamas Wells
- 2019 : Papillons Bleus d'Axel Courtière

## Théâtre
- 2012-2013 : Le Journal d'Anne Frank, adaptation d'Éric-Emmanuel Schmitt, mise en scène Steve Suissa : Anne Frank (Théâtre Rive gauche, puis tournée en France, Belgique et Suisse)

- 2014-2015 : Les Cartes du Pouvoir, adaptation française de la pièce Farragut North de Beau Willimon, mise en scène Ladislas Chollat : Molly (Théâtre Hébertot, puis tournée en France)
- 2019-2020 : L'Heureux Stratagème de Marivaux, m.e.s Ladislas Chollat - Théâtre Édouard-VII

## Distinctions

### Récompenses
- Festival du Court-Métrage de Casalborgone 2011 : Meilleure actrice pour Rabbit hole

### Nomination
- Molières 2015 : Molière de la révélation féminine pour Les Cartes du pouvoir